# Elionor de Castella i de Portugal
Elionor de Castella i de Portugal (castellà: Elionora de Castella)  (1307 (Gregorià) - Castrojeriz, 1359 (Gregorià)), fou infanta de Castella i reina d'Aragó (1328-1336).

## Orígens familiars
Filla gran del rei Ferran IV de Castella i Constança de Portugal. Era neta per línia paterna del rei Sanç IV de Castella i Maria de Molina, i per línia materna de Dionís I de Portugal i Elisabet d'Aragó. Fou germana del rei Alfons XI de Castella.

## Núpcies i descendents
Va ser promesa en la seva infància a l'infant Jaume d'Aragó, primogènit del comte de Barcelona i rei d'Aragó Jaume II el Just. Tanmateix, l'infant, delerós de prendre els ordres sagrats, va voler renunciar-hi, fins al punt que va fugir d'amagat en el transcurs de la cerimònia nupcial que se celebrava a Gandesa, el 18 d'octubre de 1319. El fet va desplaure força a la cort castellana.
El 5 de febrer de 1329 a la catedral de Tarragona, Elionor va maridar-se amb el comte de Barcelona i rei d'Aragó Alfons III el Benigne, germà de l'infant Jaume, convertint-se en la seva segona esposa. Fruit d'aquest matrimoni van néixer:
- l'infant Ferran d'Aragó (1329-1363), casat el 1354 amb Maria de Portugal, filla de Pere I de Portugal
- l'infant Joan d'Aragó (v1330-1358), casat amb Isabel Núñez de Lara i assassinat per ordre del seu cosí Pere I de Castella

## Successió a la Corona
La successió, segons el principi de la indivisibilitat de la Corona, corresponia a Pere, el futur Pere III, fill de la primera muller del Benigne, Teresa d'Entença. Davant aquest fet Elionor va pressionar el rei perquè consentís almenys a fer importants donacions territorials als fills tinguts amb ella. Així doncs, Ferran va rebre el marquesat de Tortosa i diverses poblacions del reialme de València, com també en va rebre algunes el seu germà Joan. Aquestes donacions, que implicaven una minva considerable del patrimoni reial i que perjudicaven sobretot el primogènit, donaren lloc a l'esclat d'un conflicte politicosocial. La noblesa es va dividir i una part va emparar la reina i els seus dos fills. Però l'enèrgica protesta dels súbdits valencians va ser decisiva perquè el rei revoqués una part de les donacions.
Poc abans de la mort del Benigne, Elionor va haver de fugir a Castella amb els infants Ferran i Joan per temor de la possible venjança del seu fillastre. Durant la guerra dels Dos Peres va ser empresonada per Pere el Cruel, que la feu assassinar al castell de Castrojeriz el 1359.

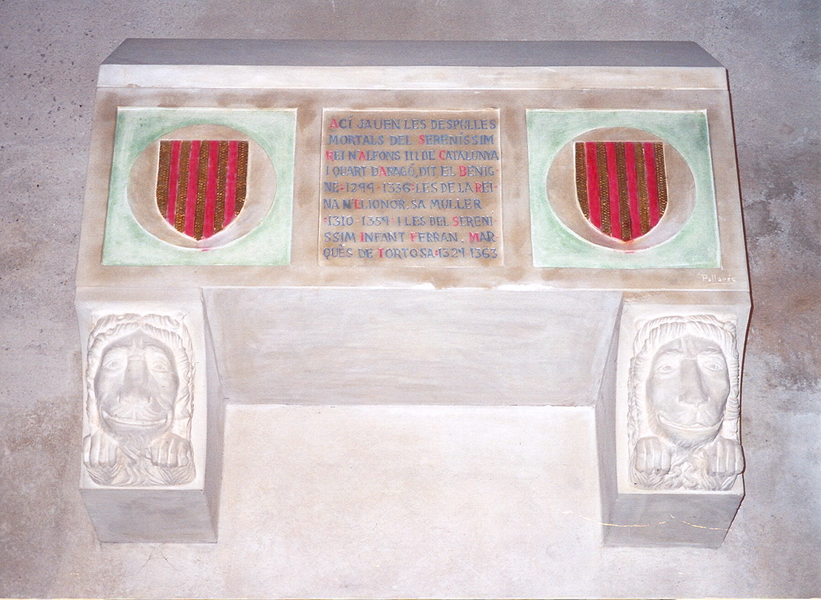
Sepulcre d'Alfons el Benigne, on reposa també Elionor de Castella (Seu Vella de Lleida)